# Antonio Zamora
Antonio Zamora Sánchez (Huércal-Overa, 8 maggio 1896 – Buenos Aires, 6 settembre 1976) è stato un editore, giornalista, politico e imprenditore spagnolo naturalizzato argentino, ideatore e fondatore di Editorial Claridad, la casa editrice di cui furono edite le prime due storiche riviste, Los Pensadores e Claridad, e dove si riunirono i più importanti artisti argentini appartenenti alla sinistra indipendente, evento che ispirò poi la nascita del cosiddetto gruppo di Boedo. In tutti gli aspetti della sua attività mise sempre in risalto le sue convinzioni democratiche e antitotalitarie, ma si dimostrò anche un fervente sostenitore dei valori civili e culturali dell'Argentina e dell'America.

## Biografia
Nato in Spagna ma cresciuto in Argentina sin da adolescente, iniziò a lavorare nel campo del giornalismo scrivendo di cronaca nera per il quotidiano La Montaña e in seguito fu correttore di bozze per il quotidiano Crítica di Buenos Aires, quest'ultima sotto la direzione di Natalio Botana.
Sin dalla sua gioventù, Zamora ebbe una certa inclinazione per le idee di sinistra, come d'altronde lo furono molti altri immigrati spagnoli e italiani che promossero le prime attività sindacali e politiche in Argentina. Dal momento che il socialismo e l'anarchismo furono le filosofie politiche più in voga tra la gente, Zamora espresse inizialmente idee anarchiste per poi virare definitivamente su quelle socialiste. I suoi maggiori ispiratori furono Juan B. Justo, Alfredo Palacios, Mario Bravo e molte altre figure che si alternarono alla dirigenza del Partito Socialista, al quale si affiliò nel 1925.
Allo scoppio del colpo di Stato in Argentina, avvenuto il 6 settembre 1930 ai danni di Hipólito Yrigoyen (che segnerà l'inizio del cosiddetto decennio infame) Zamora, come molti altri militanti di sinistra contrari al radicalismo, accolse tale notizia con una certa euforia; tuttavia, il governo di Uriburu proclamò la legge marziale e perseguì tutti i dirigenti e i milianti di sinistra. Zamora, che all'epoca era ancora cittadino spagnolo, fu soggetto alla Ley de Residencia N°. 4144 - promulgata da Miguel Cané - e venne quindi condotto in carcere, salvo poi uscirne per essere deportato su un battello a vapore alle isole Canarie.
Fece ritorno a Buenos Aires dopo pochissimo tempo in quanto, come lui stesso ebbe a dire, non poté realmente difendersi non essendo imputato di alcun capo d'accusa; tornò anche a scrivere editoriali, firmandosi con lo pseudonimo Azteca.
Importante per Zamora fu anche la sua breve esperienza politica, senza però mai allontanarsi completamente dalla carriera editoriale-giornalistica: fu infatti concejal a Quilmes, senatore provinciale eletto nel collegio di Bernal e membro dell'assemblea costituente della Provincia di Buenos Aires dal 1934 al 1938. Sempre a Quilmes diresse nel frattempo il settimanale El Ariete e la Revista Jurídica y Ciencia Popular, oltre ad essere autore del Diccionario de Sinónimos Españoles e coordinatore di due pubblicazioni dal titolo Digesto Constitucional Americano e Digesto Constitucional Argentino, che ottennero molta visibilità.
Nel 1941, a seguito della definitiva chiusura della rivista Claridad (1925-1940), Zamora si allontanò dal Partito Socialista; nel 1955, però, con l'affermarsi della Rivoluzione Liberatrice di Lonardi e Aramburu, venne nominato direttore responsabile del quotidiano El Día con sede a La Plata, ove rimarrà fino al 1959, anno in cui fece nuovamente ritorno a Buenos Aires e abbandonò definitivamente l'attività pubblica. Riprese così la sua vecchia attività editoriale, nel suo vecchio ufficio pieno zeppo di libri, scartoffie, fotografie e souvenir.
Morì all'età di 80 anni a Buenos Aires il 6 settembre 1976.